# Leo Dautzenberg

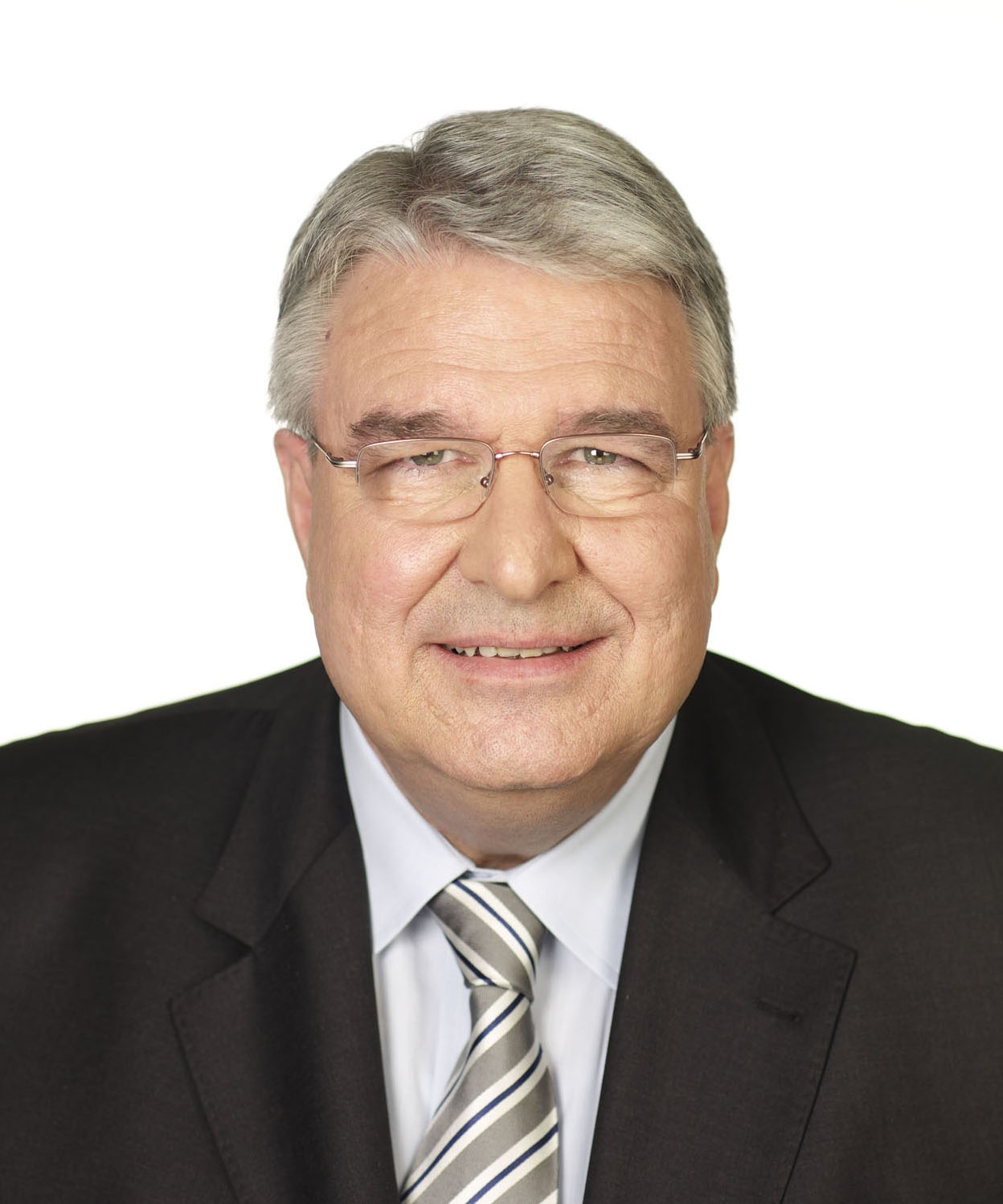
Leo Dautzenberg

Leo Dautzenberg (* 4. Februar 1950 in Gillrath) ist ein deutscher Politiker (CDU).

## Leben
Nach der Mittleren Reife im Jahre 1966 absolvierte Dautzenberg eine Ausbildung zum Bankkaufmann, die er 1969 abschloss. 1970 begann er ein Studium an einer Fachhochschule, welches er als Betriebswirt (grad.) beendete. Anschließend war er als Assistent bei einer Wirtschaftsprüfungsgesellschaft tätig und studierte danach von 1974 bis 1980 Wirtschaftswissenschaften an der Universität Köln. Dautzenberg ist als selbständiger Unternehmensberater und Geschäftsführer der Neuphone Handels GmbH in Übach-Palenberg tätig.
Leo Dautzenberg ist verheiratet und hat vier Kinder. Er ist römisch-katholisch.

## Partei
Dautzenberg trat 1966 in die Junge Union (JU) und 1968 auch in die CDU ein. Er war von 1973 bis 1984 Vorsitzender des JU-Kreisverbandes Heinsberg und von 1977 bis 1986 stellvertretender Landesvorsitzender der JU Rheinland.
Seit 1973 gehört Dautzenberg dem Vorstand des CDU-Kreisverbandes Heinsberg an. Nachdem er von 1981 bis 1986 schon dem Landesvorstand der CDU Rheinland angehört hatte, ist er seit 1986 Mitglied im Landesvorstand der CDU in Nordrhein-Westfalen. Von 2000 bis 2012 war er außerdem Vorsitzender des CDU-Bezirksverbandes Aachen, dieser wird seit dem 16. März 2012 vom neuen Vorsitzenden Thomas Rachel angeführt.

## Abgeordneter
Dautzenberg gehörte von 1979 bis 1984 dem Kreistag des Kreises Heinsberg und von 1980 bis 1998 dem Landtag von Nordrhein-Westfalen an. Seit 1998 war er Mitglied des Deutschen Bundestags. Zum 31. Januar 2011 legte er sein Mandat nieder und wurde Leiter der Abteilung „Public Affairs“ und Vorstandsbevollmächtigter für die Hauptstadt und damit oberster Lobbyist des Mischkonzerns Evonik Industries.
Am 1. Februar schied er durch Verzicht aus dem Bundestag aus. Sein Nachfolger im Bundestag wurde Cajus Julius Caesar.

## Mitgliedschaften
Dautzenberg war Mitglied der Europa-Union Parlamentariergruppe Deutscher Bundestag.
Seit 1998 war er Mitglied des Deutschen Bundestages und hier war 2004 Obmann der CDU/CSU-Bundestagsfraktion im Finanzausschuss.
Seit dem 12. November 2009 bis Ende 2010 war Leo Dautzenberg finanzpolitischer Sprecher der CDU/CSU-Bundestagsfraktion, außerdem war er Obmann der CDU/CSU im Hypo Real Estate Untersuchungsausschuss.
Leo Dautzenberg zog stets als direkt gewählter Abgeordneter des Wahlkreises Heinsberg in den Bundestag ein. Bei der Bundestagswahl 2005 erreichte er hier 51,4 % der Erststimmen und setzte sich damit unter anderem gegen den SPD-Kandidaten Norbert Spinrath durch, der 37,3 % der Stimmen erhielt. Bei der Bundestagswahl 2009 gewann er das Direktmandat erneut mit 50,4 % unter anderem gegen Norbert Spinrath, der nur noch 24,1 % erzielte.

## Ansichten
Am 15. November 2002 stimmte er als einer von vier Abgeordneten der CDU-CSU-Fraktion gegen die Verlängerung des Bundeswehr-Einsatzes in Afghanistan („Enduring Freedom“).